# ネボイシャ・ラドマノヴィッチ
ネボイシャ・ラドマノヴィッチ（セルビア語: Небојша Радмановић / Nebojša Radmanović、1949年10月1日 - ）は、ボスニア・ヘルツェゴビナの政治家。セルビア人。

## 経歴
ユーゴスラビアの一部だったボスニア・ヘルツェゴビナ社会主義共和国のグラチャニツァ出身。バニャ・ルカの学校からベオグラード大学哲学部に進んだ。2006年10月1日、ボスニア・ヘルツェゴビナの大統領評議会のセルビア人代表に選ばれ、11月6日にほかの2人のメンバー、ハリス・シライジッチとジェリコ・コムシッチとともに就任。2010年の再選を経て、2014年まで代表を務めた。独立社会民主同盟所属。妻と2人の子供がいる。